# USS Knudson (APD-101)
USS Knudson (APD-101/LPR-101) là một tàu vận chuyển cao tốc lớp Crosley, nguyên được cải biến từ chiếc DE-591, một tàu hộ tống khu trục lớp Rudderow, và đã phục vụ cùng Hải quân Hoa Kỳ trong Chiến tranh Thế giới thứ hai. Nó là chiếc tàu chiến duy nhất của Hải quân Hoa Kỳ được đặt cái tên này, theo tên thủy thủ Milton Lox Knudson (1923-1942), người từng phục vụ cùng tàu khu trục Laffey (DD-459) và đã tử trận vào ngày 13 tháng 11, 1942 khi Laffey bị hải pháo và ngư lôi đối phương đánh chìm trong trận Hải chiến Guadalcanal và được truy tặng Huân chương Hải quân và Thủy quân Lục chiến. Nó đã phục vụ cho đến khi chiến tranh kết thúc, xuất biên chế năm 1946, rồi được huy động trở lại để phục vụ từ năm 1953 đến năm 1958, và được được xếp lại lớp như một tàu vận chuyển đổ bộ nhỏ LPR-101 vào năm 1969. Con tàu cuối cùng bị bán để tháo dỡ vào năm 1975. Knudson được tặng thưởng một Ngôi sao Chiến trận do thành tích phục vụ trong Thế Chiến II.

## Thiết kế và chế tạo
Thiết kế của lớp Crosley dựa trên việc cải biến lớp tàu hộ tống khu trục Rudderow. Cấu trúc thượng tầng con tàu được mở rộng, đồng thời tháo dỡ bớt vũ khí trang bị để lấy chỗ bố trí nơi nghỉ cho 162 binh lính được vận chuyển cùng khoảng 40 tấn trang bị. Hệ thống động lực tương tự như với các lớp Buckley và Rudderow; là kiểu động cơ turbine-điện General Electric, cung cấp điện năng cho mô-tơ điện để dẫn động hai trục chân vịt.
Dàn vũ khí được giữ lại bao gồm một khẩu pháo 5 inch (130 mm)/38 cal bố trí một phía trước mũi; ba khẩu đội pháo phòng không Bofors 40 mm nòng đôi và sáu pháo phòng không Oerlikon 20 mm; vũ khí chống ngầm gồm hai đường ray Mk. 9 để thả mìn sâu. Thủy thủ đoàn đầy đủ bao gồm 15 sĩ quan và 168 thủy thủ; và con tàu được bố trí tiện nghi để vận chuyển 12 sĩ quan cùng 150 binh lính đổ bộ.
Knudson được đặt lườn như là chiếc DE-591 tại Xưởng tàu Bethlehem-Hingham ở Hingham, Massachusetts vào ngày 23 tháng 12, 1943. Nó được hạ thủy vào ngày 5 tháng 2, 1944, được đỡ đầu bởi bà Emmons R. Knudson. Đang khi được hoàn thiện, con tàu được xếp lại lớp như một tàu vận chuyển cao tốc vào ngày 17 tháng 7, 1944, mang ký hiệu lườn mới APD-101, và nhập biên chế cùng Hải quân Hoa Kỳ vào ngày 25 tháng 11, 1944 dưới quyền chỉ huy của Hạm trưởng, Đại úy Hải quân Dudley C. Sharp.

## Lịch sử hoạt động

### 1944 - 1946
Sau khi hoàn tất việc chạy thử máy huấn luyện tại khu vực Bermuda, Knudson chuẩn bị để được điều động sang khu vực Mặt trận Thái Bình Dương. Nó khởi hành từ Norfolk, Virginia vào ngày 18 tháng 1, 1945, đi ngang qua San Diego, California trước khi đến Trân Châu Cảng vào ngày 9 tháng 2, nơi nó huấn luyện phối hợp cùng các đội phá hoại dưới nước (UDT: Underwater Demolition Team). Với Đội UDT-19 trên tàu, nó rời Trân Châu Cảng vào ngày 28 tháng 2, ghé qua Eniwetok trước khi đi đến đảo san hô Ulithi vào ngày 12 tháng 3, nơi nó chuẩn bị cho hoạt động sắp diễn ra tại quần đảo Ryūkyū.
Rời Ulithi vào ngày 21 tháng 3, Knudson đi đến ngoài khơi Kerama Retto tại Okinawa để hỗ trợ cho Đội UDT-19 trong các hoạt động trinh sát và dọn chướng ngại vật tại Kuba Shima, Aka Shima, Keise Shima và Geruma Shima từ ngày 25 đến ngày 30 tháng 3. Đang khi tuần tra chống tàu ngầm vào ngày 26 tháng 3, nó bị một máy bay ném bom Nhật tấn công. Hai quả bom đã phát nổ bên mạn tàu trước khi kẻ tấn công bị hỏa lực phòng không bắn rơi. Khi diễn ra cuộc đổ bộ chính vào ngày 1 tháng 4, nó tiếp tục hoạt động tuần tra chống tàu ngầm ngoài khơi bãi đổ bộ Hagushi, Okinawa; và trong hai tuần lễ tiếp theo nó tuần tra bảo vệ ngoài khơi bờ biển phía Tây Okinawa nhằm hỗ trợ cho Chiến dịch Okinawa.
Rời vùng biển Okinawa vào ngày 14 tháng 4, Knudson hộ tống cho thiết giáp hạm Nevada (BB-36) đi Guam,đến nơi vào ngày 19 tháng 4. Nó tiếp tục lên đường đi Ulithi vào ngày 23 tháng 4, nơi Đội UDT-19 rời tàu vào ngày 25 tháng 4, rồi rời Ulithi vào ngày 5 tháng 5 để hộ tống cho tàu tuần dương hạng nặng Portland (CA-33) đi sang Okinawa. Sau khi đến nơi vào ngày 8 tháng 5, nó tiếp tục hoạt động tuần tra bảo vệ và chống trả các đợt tấn công tự sát của máy bay Kamikaze đối phương cho đến ngày 15 tháng 6, khi nó rời khu vực neo đậu Hagushi để hướng đến Leyte, Philippines.
Đi đến Leyte vào ngày 18 tháng 6, Knudson hoạt động tại khu vực phía Bắc quần đảo Philippine cho đến ngày 4 tháng 7. Nó khởi hành từ vịnh Subic, Luzon để hộ tống một đoàn tàu đổ bộ LST hướng sang Okinawa, rồi đi đến Guam vào ngày 16 tháng 7. Sau khi đón Đội UDT-19 lên tàu, nó rời Guam vào ngày 19 tháng 7 để quay trở về vùng bờ Tây Hoa Kỳ ngang qua Eniwetok và Trân Châu Cảng. Về đến San Diego vào ngày 5 tháng 8, nó đón đón Đội UDT-25 lên tàu vào ngày 13 tháng 8; tuy nhiên sang ngày hôm sau, bên kia đường đổi ngày quốc tế, Nhật Bản đã chấp nhận đầu hàng vào ngày 15 tháng 8, giúp chấm dứt vĩnh viễn cuộc xung đột.
Rời San Diego vào ngày 16 tháng 8 để hướng sang Viễn Đông, Knudson đi đến vịnh Tokyo vào ngày 4 tháng 9. Nó hoạt động tại khu vực ngoài khơi Yokosuka cho đến ngày 20 tháng 9, khi nó lên đường quay trở về Hoa Kỳ, về đến San Diego vào ngày 11 tháng 10. Con tàu tiếp tục phục vụ tại khu vực Thái Bình Dương từ ngày 30 tháng 10, 1945 đến ngày 12 tháng 5, 1946, giúp vận chuyển nhân sự và tiếp liệu đến các căn cứ tại các quần đảo Marshall, Mariana, Admiralty và Philippines. Rời vịnh Manila, Luzon vào ngày 20 tháng 4, nó vận chuyển hành khách là các cựu chiến binh hồi hương, về đến San Pedro, California vào ngày 12 tháng 5.
Knudson được cho xuất biên chế vào ngày 4 tháng 11, 1946 và được đưa về Đội San Diego thuộc Hạm đội Dự bị Thái Bình Dương từ ngày 15 tháng 11, 1946.

### 1953 - 1958
Knudson được cho tái biên chế trở lại vào ngày 6 tháng 8, 1953, và sau khi chạy thử máy và được cải biến thành một soái hạm, nó rời San Diego vào ngày 3 tháng 5, 1954 để đi sang khu vực Tây Thái Bình Dương. Đi đến Yokosuka, Nhật Bản vào ngày 23 tháng 5, nó thực hành đổ bộ ngoài khơi Nhật Bản, Hàn Quốc và Okinawa.
Rời vịnh Tokyo vào ngày 13 tháng 8, Knudson hướng sang vùng biển Việt Nam, đi đến Hải Phòng vào ngày 22 tháng 8. Trong vai trò soái hạm của Tư lệnh Đội trung chuyển, nó tham gia vào Chiến dịch Passage to Freedom (Con đường đến Tự do), vận chuyển khoảng 300.000 người di cư từ Bắc Việt Nam vào Nam Việt Nam. Nó hoạt động ngoài khơi Hải Phòng từ ngày 22 tháng 8 đến ngày 19 tháng 9, giám sát việc đưa người tị nạn, hàng hóa và thiết bị quân sự lên các tàu vận tải Hoa Kỳ neo đậu ngoài khơi, rồi đi đến Sài Gòn vào ngày 22 tháng 9. Con tàu tiếp tục đi đến vịnh Subic, Philippines vào ngày 2 tháng 10, và ghé đến Hong Kong trước khi quay trở lại Yokosuka vào ngày 1 tháng 11. Nó rời Yokosuka vào ngày 7 tháng 11 để quay trở về Hoa Kỳ, về đến San Diego vào ngày 23 tháng 11.
Trong giai đoạn 1955-1956, Knudson hoạt động từ San Diego và Long Beach, California để hỗ trợ các đợt huấn luyện đổ bộ. Nó rời Long Beach vào ngày 24 tháng 3, 1956, đi ngang qua Trân Châu Cảng để đến Eniwetok vào ngày 10 tháng 4, nơi nó tham gia các cuộc thử nghiệm bom nguyên tử tại khu vực quần đảo Marshall trước khi quay trở về Trân Châu Cảng vào ngày 23 tháng 7. Con tàu về đến Long Beach vào ngày 6 tháng 8, tiếp nối các đợt thực tập đổ bộ, phá hoại dưới nước và chống tàu ngầm; nó chuyển đến San Francisco, California vào ngày 27 tháng 9.
Knudson được cho xuất biên chế lần sau cùng vào ngày 2 tháng 1, 1958, được đưa về Đội Stockton thuộc Hạm đội Dự bị Thái Bình Dương. Sau đó nó được chuyển đến Đội Texas trực thuộc Hạm đội Dự bị Đại Tây Dương, neo đậu tại Orange, Texas. Cho dù không bao giờ hoạt động trở lại, nó được xếp lại lớp như một "tàu vận chuyển đổ bộ, nhỏ" và mang ký hiệu lườn mới LPR-101 vào ngày 1 tháng 7, 1969. Tên nó được cho rút khỏi danh sách Đăng bạ Hải quân vào ngày 15 tháng 7, 1972, và con tàu được bán cho hãng General Metals of Tacoma, Inc. tại Tacoma, Washington vào ngày 10 tháng 1, 1975 để tháo dỡ.

## Phần thưởng
Kundson được tặng thưởng một Ngôi sao Chiến trận do thành tích phục vụ trong Thế Chiến II.
|  |             |  |
|  | Bronze star |  |
|  |             |  |
|  |             |  |

| Dãi băng Hoạt động Tác chiến                   | Dãi băng Hoạt động Tác chiến                                            | Huân chương Phục vụ Trung Hoa (mở rộng)                                 | Huân chương Phục vụ Trung Hoa (mở rộng)                           |
| Huân chương Chiến dịch Hoa Kỳ                  | Huân chương Chiến dịch Châu Á-Thái Bình Dương với 1 Ngôi sao Chiến trận | Huân chương Chiến dịch Châu Á-Thái Bình Dương với 1 Ngôi sao Chiến trận | Huân chương Chiến thắng Thế Chiến II                              |
| Huân chương Phục vụ Chiếm đóng Hải quân        | Huân chương Phục vụ Phòng vệ Quốc gia                                   | Huân chương Phục vụ Phòng vệ Quốc gia                                   | Huân chương Phục vụ Triều Tiên                                    |
| Huân chương Giải phóng Philippine (Philippine) | Huân chương Liên Hiệp Quốc Phục vụ Triều Tiên                           | Huân chương Liên Hiệp Quốc Phục vụ Triều Tiên                           | Huân chương Phục vụ Chiến tranh Triều Tiên (Hàn Quốc) (truy tặng) |